# Göncruszka
Göncruszka ist eine ungarische Gemeinde im Kreis Gönc im Komitat Borsod-Abaúj-Zemplén.

## Geografische Lage
Göncruszka liegt in Nordungarn, einundfünfzig Kilometer nordöstlich des Komitatssitzes Miskolc, dreieinhalb Kilometer südwestlich der Kreisstadt Gönc, etwa acht Kilometer südlich der Grenze zur Slowakei, an dem Fluss Ruszka-patak. Unmittelbare Nachbargemeinden sind Vilmány im Süden und Hejce im Südosten.

## Geschichte
Im Jahr 1913 gab es in der damaligen Kleingemeinde 257 Häuser und 1254 Einwohner auf einer Fläche von 2642 Katastraljochen. Sie gehörte zu dieser Zeit zum Bezirk Göncz im Komitat Abaúj-Torna.

## Sehenswürdigkeiten
- Albert-Szenczi-Molnár-Relief-Gedenktafel, erschaffen 1977 von József Marton
- Bárczay-Patay-Landhaus (Bárczay-Patay kúria)
- Ferenc-Kazinczy-Büste, erschaffen István Borsos
- Kornis-Kazinczy-Landhaus (Kornis-Kazinczy kúria)
- Reformierte Kirche, ursprünglich im 13. Jahrhundert erbaut, im 18. Jahrhundert im Barockstil umgebaut
- Römisch-katholische Kirche Nagyboldogasszony, erbaut Mitte des 19. Jahrhunderts
- Weltkriegsdenkmal (Hősi Emlékmű)

## Verkehr
Durch Göncruszka verläuft die Landstraße Nr. 3713, drei Kilometer westlich der Gemeinde die Hauptstraße Nr. 3 (Europastraße 71), die den etwa 60 Kilometer südlich gelegenen Komitatssitz Miskolc mit dem slowakischen Košice verbindet. Die Gemeinde ist angebunden an die Eisenbahnstrecke von Abaújszántó nach Hidasnémeti.